# 斯維內明德要塞師
斯維內明德要塞師（德語：Festungs-Division Swinemünde）是納粹德國於第二次世界大戰末期的1945年1月編成的一個師，駐紮於波美拉尼亞中部的斯維內明德。由「波美拉尼亞海港司令部」形成其師部核心，其下屬單位包括：
- 第1要塞警備團：來自空軍學校部隊、航空部隊、驅逐艦和魚雷艇的水兵組成。
- 第2要塞警備團：原米斯德羅伊海軍防空學校的官兵與學生。
- 第3要塞警備團：前128海軍步槍營。
- 第4要塞警備團：海軍防空兵和海岸砲兵組成
- 「里爾」海岸砲兵團

該師一直負責保衛哈索·冯·曼陀菲尔將軍的第3裝甲軍團之北翼，一直到1945年4月最後一週，隨後逃向西方盟軍投降。
師長僅有一任：1945年3月15日職掌該職的陸軍少將阿圖爾·科普（Arthur Kopp）。

## 資料來源
1. ↑  Samuel W. Mitcham. . Stackpole Books. 2007: 149. ISBN 978-0-8117-3437-0.